# 鄭竹玲
鄭 竹玲（てい ちくれい、ウェード式：Cheng Chu-ling、チェン チューリン、1993年3月6日 - ）は、台湾のソフトテニス選手。

## 来歴
斗六國中-斗六高中-国立台湾体育運動大学。2008アジア選手権が初代表。代表選抜当時は中学生 だった。以降10大会連続で代表入り。

## 四大国際大会戦績
- 2008アジアソフトテニス選手権　国別対抗団体銅メダル
- 2010アジア競技大会　ミックスダブルス銀メダル(李佳鴻・鄭竹玲）ダブルスベスト8（鄭竹玲・朱芸萱）　国別対抗団体戦銀メダル
- 2011世界ソフトテニス選手権　国別対抗団体戦銅メダル
- 2012アジアソフトテニス選手権　国別対抗団体銅メダル ダブルス銅メダル　ミックスダブルスベスト8　シングルスベスト8
- 2013東アジア競技大会　ダブルス銅メダル　シングルス銅メダル　国別対抗団体戦銅メダル
- 2014アジア競技大会　ダブルス銅メダル　　国別対抗団体戦銅メダル
- 2015世界ソフトテニス選手権　　ダブルス銅メダル　　国別対抗団体戦銅メダル
- 2016アジアソフトテニス選手権　国別対抗団体戦銅メダル
- 2018アジア競技大会　ミックスダブルス金メダル[3](鄭竹玲・余凱文）シングルス銀メダル　国別対抗団体戦銅メダル
- 2019世界ソフトテニス選手権　ダブルス銅メダル　ミックスダブルス銀メダル(鄭竹玲・余凱文）　国別対抗団体戦銅メダル